# Grbovi dalmatinskog komunalnog plemstva – U
Za grbove dalmatinskog komunalnog plemstva ne vrijede zakoni heraldike zbog posebnih uvjeta nastanka i vlasnika istih. Grbovi dalmatinskog komunalnog plemstva pripadaju krugu talijanskog komunalnog plemstva gdje je tradicija opisivanja s gledišta promatrača. 
Grbovi s početnim slovom  U

## Grbovi
| Grb | Kuća i opis grba |
| --- | --- |
|     | Ugrinović, Sinovčić, Markić, Rajčić (Poljica) Titula: (HR) Podjela na četvrtine. 1 i 4 četvrtina srebreno polje, 2 i 4 četvrtina na crvenom polju lijevo kosa srebrena greda. Preko svega lijevo kosa plava greda, duž grede tri zlatna polumjeseca. [1/48, 2/14, 3/86, 3/103, ] |